# Amphispiza bilineata
Amphispiza bilineata е вид птица от семейство Овесаркови (Emberizidae).

## Разпространение
Видът е разпространен в Канада, Мексико и САЩ.